# Paraliparis trilobodon
Paraliparis trilobodon är en fiskart som beskrevs av Anatoly Petrovich Andriashev och Neyelov, 1979. Paraliparis trilobodon ingår i släktet Paraliparis och familjen Liparidae. Inga underarter finns listade i Catalogue of Life.